# LIII Festival del Huaso de Olmué
El LIII Festival del Huaso de Olmué, también conocido como Olmué 2024, fue un evento que se llevó a cabo entre el jueves 18 y el domingo 21 de enero de 2024 en el Anfiteatro El Patagual en la comuna de Olmué, Región de Valparaíso. La conducción estuvo a cargo de los presentadores de televisión Ivette Vergara y Eduardo Fuentes, por segundo año consecutivo como dupla.

## Antecedentes
El lanzamiento de la parrilla programática se realizó el 14 de noviembre de 2023 en la misma comuna donde se realiza el certamen. Se reveló casi la totalidad de los artistas, dejando solo el número humorístico del día viernes 20 de enero de 2024 por confirmar.
A fines de noviembre de 2023, se confirmó a la comediante oriunda de Valparaíso, Monse Jerez como la encargada de dar la cuota de humor en la segunda jornada.

## Artistas

### Musicales
- Luciano Pereyra
- Princesa Alba
- Maihuén de Los Ángeles
- Denise Rosenthal
- Glup!
- Ankaly
- Damas Gratis
- Tomo Como Rey
- José Luis "Puma" Rodríguez
- Inti-Illimani
- Orquesta Huambaly

### Humor
- Vicho Viciani
- Monse Jerez[5]
- Marcelo "Coronel" Valverde[6]
- Cebolla y Bodoque

## Programación
|  | Obertura               |
|  | Artista musical        |
|  | Humor                  |
|  | Competencia folclórica |

### Día 1 - jueves 18 de enero
| N.º | Nombre                | Género/Tipo                                          | Lista de temas/Rutina |
| --- | --------------------- | ---------------------------------------------------- | --- |
| O   | Passion Sport & Dance | Obertura                                             | Popurri Artistas de Olmué 2014-2023 |
| 1   | Luciano Pereyra       | Cantautor de pop latino, baladas y folclor argentino | Ver lista 1. «Si te vas» 2. «Una mujer como tú» 3. «Te estás enamorando de mí» 4. «Enséñame a vivir sin ti» 5. «Sin testigos» 6. «Si no es muy tarde» 7. «Eres perfecta» 8. «Siesta de verano» 9. «Porque aún te amo» 10. «Seré» 11. «Tu dolor» 12. «Cuando te enamores» 13. «Perdóname» 14. «Que no se le olvide» 15. «Aunque te enamores» 16. «Y así, y así» 17. «Que suerte tiene él» 18. «Cómo tú» |
| 2   | Vicho Viciani         | Humor                                                | Humor |
| 3   | Los Gualaichos        | Competencia folclórica (1.er grupo)                  | «Aymara, soy» |
| 4   | Los Mensajeros        | Competencia folclórica (1.er grupo)                  | «Al vaivén de los años» |
| 5   | Angélica Llancamil    | Competencia folclórica (1.er grupo)                  | «Tejedoras» |
| 6   | Grupo Así es la cosa  | Competencia folclórica (1.er grupo)                  | «Tú, mi cueca querida» |
| 7   | Princesa Alba         | Cantante de pop urbano                               | Ver lista 1. «Ya no quieres quererme» 2. «K-Pop Star» 3. «Baby Oficial» 4. «Summer Love» 5. «Narcisa» (con Karen Paola) 6. «Moonlight» 7. «Búscate otra» 8. «Winter Love» (con Kidd Voodoo) 9. «Nasty» 10. «Besitos, cuídate» 11. «Convéncete» |

### Día 2 - viernes 19 de enero
| N.º | Nombre                             | Género/Tipo                                                | Lista de temas/Rutina |
| --- | ---------------------------------- | ---------------------------------------------------------- | --- |
| O   | Maihuén de Los Ángeles             | Agrupación folclórica                                      | Ver lista 1. «Seremos uno» 2. «No me mires a los ojos» 3. «El cielo ya no te llora» 4. «Por tu amor, por tu cariño» 5. «Brillan mis ojos» 6. «Llorando ausencia» |
| 1   | Denise Rosenthal                   | Cantautora y compositora de pop, dance y R&B contemporáneo | Ver lista 1. «Agua segura» 2. «Faroles» 3. «Santería» 4. «Demente» 5. «Naughty Girl» 6. «Rosa Jaguar» 7. «Encadená» 8. «Isidora» 9. «Cambio de piel» 10. «El amor no duele» 11. «Migajas» 12. «I wanna give my heart» 13. «Sugar Mami» 14. «Tambores danzantes dúo» 15. «Tiene sabor» 16. «Lucha en equilibrio» 17. «Supernova» |
| 2   | Monse Jerez                        | Humor                                                      | Humor |
| 3   | Jano Díaz y Fusión Rapa Nui        | Competencia folclórica (1.er grupo)                        | «Me enamoré otra vez» |
| 4   | Grupo Calichal                     | Competencia folclórica (1.er grupo)                        | «Canto a la tierra» |
| 5   | Pancho y los Namber Guan           | Competencia folclórica (1.er grupo)                        | «Amor huachaca» |
| 6   | Patricio González y los navegantes | Competencia folclórica (1.er grupo)                        | «Porque el sur también es Chile» |
| 7   | Glup!                              | Grupo de rock chileno                                      | Ver lista 1. «Mi destino» 2. «Así es la vida» 3. «Enamorado de ti» 4. «Flaca» (cover de Andrés Calamaro) 5. «Estrechez de corazón» (cover de Los Prisioneros) (con Miguel Tapia) 6. «Cómplice eterno» 7. «Freebola» 8. «Puta jefe» 9. «Grado 3»                                                                                 |

### Día 3 - sábado 20 de enero
| N.º | Nombre                             | Género/Tipo                        | Lista de temas/Rutina |
| --- | ---------------------------------- | ---------------------------------- | --- |
| O   | Ankaly                             | Conjunto de fusión latinoamericana | Ver lista 1. «Cactus» (cover de Gustavo Cerati) 2. «Conecta tu alma» 3. «El carnaval de los abuelos» |
| 1   | Damas Gratis                       | Grupo de cumbia villera            | Ver lista 1. «No te creas tan importante» 2. «Los dueños del pabellón» 3. «Se te ve la tanga (Laura)» 4. «El humo de mi fasito» 5. «Costumbre» 6. «Me dejás» 7. «La 3ra del borracho» 8. «Vete de mí» 9. «La pikadura» 10. «Borracho y amanecido» 11. «Menea para mí» 12. «Estos celos» (cover-homenaje de Vicente Fernández) 13. «C piko la clandestina» 14. «Sos botón» (cover de Flor de Piedra) 15. «Perrito malvado» 16. «Me vas a extrañar» 17. «Yo tomo licor/Yo me enamoré» (cover de Amar Azul) 18. «El viejo de la bolsa» |
| 2   | Marcelo "Coronel" Valverde         | Humor                              | Humor |
| 3   | Los Gualaichos                     | Competencia folclórica (Semifinal) | «Aymara, soy» |
| 4   | Los Mensajeros                     | Competencia folclórica (Semifinal) | «Al vaivén de los años» |
| 5   | Grupo Calichal                     | Competencia folclórica (Semifinal) | «Canto a la tierra» |
| 6   | Patricio González y Los Navegantes | Competencia folclórica (Semifinal) | «Porque el sur también es Chile» |
| 7   | Tomo Como Rey                      | Banda de cumbia y ska              | Ver lista 1. «Borrachos al poder» 2. «Arriba de la pelota» 3. «El niño maravilla» 4. «Ahora me voy» (con El Bloque 8) 5. «Compromiso» (cover de Cecilia) (con Amaya Forch) 6. «No tomo más» 7. «El dilema» 8. «El cigarrito» 9. «Daniela» (con La Sonora de Tommy Rey) 10. «Los que toman como rey» 11. «Weón» |

### Día 4 - domingo 21 de enero
| N.º | Nombre                                | Género/Tipo                                 | Lista de temas/Rutina |
| --- | ------------------------------------- | ------------------------------------------- | --- |
| O   | Homenaje a músicos fallecidos en 2023 |                                             | |
| 1   | José Luis "Puma" Rodríguez            | Cantante de baladas y pop latino            | Ver lista 1. «Dueño de nada» 2. «Tendría que llorar por ti» 3. «Amante eterna» 4. «Atrévete» 5. «Baila mi rumba» 6. «Diosito» 7. «Los amigos» 8. «Silencio» (con Andrés de León) 9. «Voy a perder la cabeza por tu amor» (con Andrés de León) 10. «Agradecido» 11. «De punta a punta» 12. «Culpable soy yo» 13. «Tengo derecho a ser feliz» 14. «Boca dulce boca» 15. «La fiesta» 16. «Pavo real» 17. «Agárrense de las manos» |
| 2   | Los Mensajeros                        | Competencia folclórica (Ganador)            | «Al vaivén de los años» |
| 3   | Campeones de cueca                    | Muestra de cueca                            | Ver lista 1. «El verdulero» 2. «Cantemos querido amigo» 3. «Mándame a quitar la vida» |
| 2   | Cebolla y Bodoque                     | Humor                                       | Humor |
| 7   | Inti-Illimani + Orquesta Huambaly     | Fusión de música latinoamericana y tropical | Ver lista 1. «Lo que más quiero» 2. «La exiliada del sur» 3. «Samba Landó» 4. «La calle de la desilusión» 5. «Medianoche» 6. «Sobre tu playa» 7. «El yerbero moderno» 8. «El bodeguero» 9. «La tarde se ha puesto triste» 10. «La fiesta de San Benito» |

## Competencia
Son ocho temas que se seleccionan para participar del certamen
| Título                           | Intérprete(s)                      | Autor(a)                  | Lugar     |
| -------------------------------- | ---------------------------------- | ------------------------- | --------- |
| "Al vaivén de los años"          | Los Mensajeros                     | Ruperto Fonfach           | Ganador   |
| "Canto a la tierra"              | Grupo Calichal                     | Rodolfo Miranda Mesías    | 2.° Lugar |
| "Porque el sur también es Chile" | Patricio González y Los Navegantes | Adrián Ojeda Cárdenas     | 3.° Lugar |
| "Aymara, soy"                    | Los Gualaichos                     | Juan Jujihara Verdejo     | 4.° Lugar |
| "Tu, mi cueca querida"           | Grupo Así Es La Cosa               | Óscar Latorre Vargas      | Eliminado |
| "Me enamoré otra vez"            | Jano Díaz y Fusión Rapa Nui        | Luis Alejandro Díaz       | Eliminado |
| "Tejedoras"                      | Angelica Llancamil Campos          | Angelica Llancamil Campos | Eliminado |
| "Amor huachaca"                  | Pancho y los Namber Guan           | Francisco Diaz Orellana   | Eliminado |

## Jurado
- Mirtha Iturra[8]
- Héctor Morales Romo
- Daniel Fuenzalida[9]
- María Luisa Godoy
- Loreto Álvarez

## Audiencia
Noche más vista.
     Noche menos vista.
| Noche | Día     | Fecha               | Horario       | Índice de audiencia | Puesto diario |
| ----- | ------- | ------------------- | ------------- | ------------------- | ------------- |
| 1     | Jueves  | 18 de enero de 2024 | 21:49 - 02:23 | 8,3                 | Décimo        |
| 2     | Viernes | 19 de enero de 2024 | 21:56 - 02:51 | 10,1                | Cuarto        |
| 3     | Sábado  | 20 de enero de 2024 | 21:57 - 02:45 | 11,3                | Primero       |
| 4     | Domingo | 21 de enero de 2024 | 21:57 - 02:38 | 12,1                | Primero       |

## Controversias

### Alcalde de La Florida pidió bajar show de Damas Gratis
Tras la polémica sobre la participación de Peso Pluma en el LXIII Festival Internacional de la Canción de Viña del Mar, Rodolfo Carter solicitó que TVN bajara la presentación del grupo de cumbia villera Damas Gratis, ya que desde su perspectiva estaba relacionado con la "cultura de la muerte". Ante esto, distintas voces salieron en defensa de la agrupación argentina, entre ellas el alcalde de Olmué, Jorge Jil, quien declaró a los medios: "Respeto todas las opiniones y la libertad también de quienes quieran ir a un espectáculo, que tengan el derecho de elegirlo". También aprovechó para hacer una crítica a los medios de comunicación por la excesiva cobertura hacia el edil de La Florida.Días después, durante la presentación de Damas Gratis, Carter se convirtió en trending topic con una ola de memes en la red social X.

### Problemas de sonido
Durante la segunda noche del certamen, se produjeron problemas técnicos con el sonido durante el show de la cantante pop y exjurado de Got Talent Chile, Denise Rosenthal. La crítica se repitió entre los televidentes, quienes elogiaron la presentación de la cantante, pero percibieron fallas en el micrófono.

## Trivia

### Reconocimiento a Maihuén de Los Ángeles
En esta edición del festival, la apertura de la segunda jornada estuvo a cargo del grupo Maihuén de Los Ángeles, quienes emocionaron con el recibimiento del Patagual. El edil de la comuna de Olmué, Jorge Jil, le hizo entrega de un Guitarpín al grupo folclórico, para reconocer los más de 35 años de trabajo en la difusión de la música de raíz chilena. De esta manera, la agrupación se convierte junto a Los Jaivas e Illapu, en las únicos grupos en obtener el galardón más importante del folclor chileno como homenaje.